# آنا تيريزا برينان
آنا تيريزا برينان (بالإنجليزية: Anna Teresa Brennan)‏ هي محامية أسترالية، ولدت في 1879، وتوفيت في 1962.